# Copa de la Princesa de Voleibol 2016
La Copa de la Princesa es una competición que se disputa en el voleibol a lo largo de dos días en una misma sede. La competición se lleva disputando durante varios años, siendo esta la IX edición. En esta ocasión, el Pabellón Multiusos de Guadalajara en Guadalajara, España) acogerá un torneo cuya organización corrió a cargo del Motorsan Guadalajara Voley.

## Sistema de competición
La primera fase se lleva a cabo durante la primera ronda de la liga regular o Superliga 2. Los 3 equipos con mayor número de puntos se clasifican por la vía deportiva y el organizador. En caso de que este esté en esas tres plaza, también iría el cuarto clasificado.
Una vez dentro, los equipos juegan un torneo con formato de "Final Four" con semifinales y final. En las semifinales se enfrentan los primeros contra los segundos del otro grupo. Los finalistas se dan cita al día siguiente para conocer quién será el vencedor y por lo tanto el campeón de la competición oficial.

## Equipos participantes
Organizador:
- Motorsan Guadalajara Voley

Equipos de esta edición:
- CV Torrelavega
- DSV CV Sant Cugat
- Tenerife Santa Cruz

## Cuadro de la Copa
|  | Semifinales | Semifinales                | Semifinales | Semifinales         | Semifinales | Semifinales | Semifinales |                |    | Final | Final | Final | Final | Final | Final | Final |  |
|  |             |                            |             |                     |             |             |             |                |    |       |       |       |       |       |       |       |  |
|  |             |                            |             |                     |             |             |             |                |    |       |       |       |       |       |       |       |  |
|  | 3           | CV Torrelavega             | 25          | 25                  | 25          |             |             |                |    |       |       |       |       |       |       |       |  |
|  | 3           | CV Torrelavega             | 25          | 25                  | 25          |             |             |                |    |       |       |       |       |       |       |       |  |
|  | 0           | DSV CV Sant Cugat          | 21          | 14                  | 19          |             |             |                |    |       |       |       |       |       |       |       |  |
|  | 0           | DSV CV Sant Cugat          | 21          | 14                  | 19          |             | 3           | CV Torrelavega | 25 | 23    | 25    | 25    |       |       |       |       |  |
|  |             |                            |             |                     |             |             |             | CV Torrelavega | 25 | 23    | 25    | 25    |       |       |       |       |  |
|  |             |                            | 1           | Tenerife Santa Cruz | 16          | 25          | 17          | 17             |    |       |       |       |       |       |       |       |  |
|  | 1           | Motorsan Guadalajara Voley | 1           | Tenerife Santa Cruz | 16          | 25          | 17          | 17             | 25 | 21    | 23    | 21    |       |       |       |       |  |
|  | 1           | Motorsan Guadalajara Voley |             |                     |             |             |             |                | 25 | 21    | 23    | 21    |       |       |       |       |  |
|  | 3           | Tenerife Santa Cruz        | 22          | 25                  | 25          | 25          |             |                |    |       |       |       |       |       |       |       |  |
|  | 3           | Tenerife Santa Cruz        | 22          | 25                  | 25          | 25          |             |                |    |       |       |       |       |       |       |       |  |
|  |             |                            |             |                     |             |             |             |                |    |       |       |       |       |       |       |       |  |

| Predecesor: Copa de la Princesa 2015 Madrid | 'Copa de la Princesa 2016' Guadalajara | Sucesor: Copa de la Princesa 2017 Gijón |